# Петер Сонди
Петер Сонди (на немски: Péter Szondi) е германски филолог, теоретик и историк на литературата от херменевтичната школа, теоретик на съвременната драма, изследовател и тълкувател на творчеството на Хьолдерлин, Рилке, Целан, близък приятел на последния.

## Биография
Роден е на 27 май 1929 година в Будапеща, Унгария, син на известния будапещенски психиатър и психоаналитик Леополд Сонди. През 1944 г. заедно с родителите си бива изпратен в концентрационния лагер Берген-Белзен. След 9 месеца семейството е освободено и емигрира в Швейцария. Там Петер Сонди следва при Емил Щайгер, под негово ръководство защитава дисертация на тема „Теория на модерната драма“ – преработена в монография, тя се превръща в най-популярното му изследване. Влиза в изследователската група „Поетика и херменевтика“. 
От 1965 г. преподава в Берлинския свободен университет, сприятелява се с Паул Целан и написва много текстове върху поезията му. Канен е като гост професор в Принстън и Иерусалим. Завършва живота си със самоубийство – като Целан, който се самоубива предната година (1970) също чрез удавяне (в река Сена) и като Валтер Бенямин, към издания на чиято книга „Берлинско детство около 1900 г.“ Петер Сонди пише предговор. Точната дата на смъртта му остава неизвестна – тялото на Сонди е намерено в езерото Халензе в покрайнините на Берлин цял месец след обявяването му за безследно изчезнал на 8 октомври 1971 г.

### Трудове
Прижизнено издадени
- Theorie des modernen Dramas 1880 – 1950. Frankfurt/M.: Suhrkamp, 1956 (преизд.1959, 1963, 1964, 1966, 1967, 1969, 1974, 1999).
- Versuch über das Tragische. Frankfurt/M.: Insel-Verlag, 1961 (преизд.1964, 1982).
- Der andere Pfeil. Zur Entstehungsgeschichte von Hölderlins hymnischen Spätstil. Frankfurt/M.: Insel-Verlag, 1963 (преизд. 1985).
- Satz und Gegensatz. Sechs Essays. Frankfurt/M.: Insel-Verlag, 1964 (преизд.1985).
- Hölderlin-Studien. Mit einem Traktat über philologische Erkenntnis. Frankfurt/M.: Insel Verlag, 1967 (преизд. 1970, 1971, 1985).

Издадени след смъртта на Сонди
- Celan – Studien. Frankfurt/M.: Suhrkamp, 1972 (преизд. 1983).
- Die Theorie des bürgerlichen Trauerspiels im 18. Jahrhundert. Frankfurt/M.: Suhrkamp, 1973 (преизд. 2001).
- Poetik und Geschichtsphilosophie. Frankfurt/M.: Suhrkamp, 1974 (преизд. 2001).
- Das Lyrische Drama des Fin de Siecle. Frankfurt/M.: Suhrkamp, 1975 (преизд.2001).
- Einführung in die literarische Hermeneutik. Frankfurt/ M.: Suhrkamp, 1975 (преизд.2001).
- Schriften. T. 1 – 2. Frankfurt/M.: Suhrkamp, 1978.
- Briefe. Hrsg. Christoph König, Thomas Sparr. Frankfurt/M.: Suhrkamp, 1993.
- Lektüren und Lektionen. Frankfurt/M.: Suhrkamp, 1998.
- Paul Celan/ Peter Szondi: Briefwechsel. Frankfurt/M.: Suhrkamp, 2005.
- Briefwechsel mit Briefen von Gisèle Celan-Lestrange an Peter Szondi und Auszügen aus dem Briefwechsel zwischen Peter Szondi und Jean und Mayotte Bollack. Frankfurt am Main: Suhrkamp, 2005

### На български
- Петер Сонди, Теория на модерната драма. Превод Христо Тодоров. София, 1990.